# Aeroporto di Vajnory
L'Aeroporto di Vajnory (in slovacco Letisko Vajnory, ICAO: LZVB) è stato un aeroporto situato a Bratislava, nel quartiere cittadino di Vajnory.

## Storia
L'aeroporto è stato aperto 29º ottobre 1923, quando l'aereo Československé aerolínie atterrò qui sulla rotta da Praga. Nel 1951 i voli della Československé aerolínie furono dirottati al nuovo aeroporto di Ivanka pri Dunaji. Successivamente l'aeroporto è stato utilizzato solo dalla compagnia Slov-Air, poi dall'aeroclub locale. Nel 2004 l’aeroporto divenne proprietà di Letisko M. R. Štefánika – Letisko Bratislava, a. s., che lo ha venduto nel 2007. Successivamente, le operazioni all'aeroporto sono state annullate. Attualmente è prevista la costruzione di case residenziali sul sito dell'ex aeroporto Vajnory.

## Concerto del gruppo musicale AC/DC
Il 21º luglio 2024, sul sito dell'ex aeroporto di Vajnory si è svolto il concerto del gruppo musicale hard rock australiano AC/DC insieme al gruppo musicale supporto The Pretty Reckless. Più di 100.000 visitatori hanno visitato il concerto che ha battuto il record dell'evento sia a Bratislava che in Slovacchia.